# Benicasim

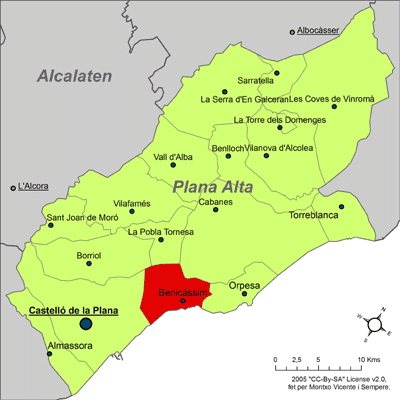
Położenie gminy na mapie comarki Plana Alta.

Benicasim (hiszp. wym. [be.niˈka.sim]), Benicàssim (kat. wym. [be.niˈka.sim]) – gmina w Hiszpanii, we wspólnocie autonomicznej Walencja, w prowincji Castellón/Castelló, w comarce Plana Alta.
Powierzchnia gminy wynosi 36,1 km². W 2018 roku liczba ludności wynosiła 18 055, a gęstość zaludnienia 500,14 osoby/km². Wysokość bezwzględna gminy równa jest 15 metrów. Współrzędne geograficzne gminy to 40°3'19"N, 0°3'51"E. Kod pocztowy do gminy to 12560.
W 2015 burmistrzem gminy została María Susana Marqués Escoin z Partii Ludowej. 17 stycznia w gminie odbywają się regionalne fiesty.

## Dzielnice ipedanías
W skład gminy wchodzi siedem dzielnic i pedanías, walencyjskich jednostek administracyjnych. Są to:
- Cuadro Santiago.
- Desierto de las Palmas.
- El Palasiet.
- Las Villas.
- Masía dels Frares.
- Montemolinos.
- Voltans de Montornés.

## Demografia
| 1990 | 1992 | 1994 | 1996 | 1998   | 2000   | 2002   | 2004   | 2005   |
| ---- | ---- | ---- | ---- | ------ | ------ | ------ | ------ | ------ |
| 6565 | 6640 | 8405 | 9913 | 10 702 | 11 874 | 13 901 | 15 151 | 16 200 |